# Sociedad Química y Minera
Die Sociedad Química y Minera (SQM) ist ein chilenischer Chemiekonzern. Das Unternehmen ist nach eigenen Angaben der weltweit größte Hersteller von Kaliumnitrat und Iodprodukten und einer der größten Produzenten von Lithiumsalzen.

## Geschichte
Die Sociedad Química y Minera geht auf das 1926 von der Familie Guggenheim in Chile gegründetes Verkaufsbüro Maria Elena Nitrate Office zurück. 1968 wurde die chilenische Nitrat-Industrie in der Sociedad Química y Minera zusammengefasst und 1971 verstaatlicht, wodurch Corfo 100 % der Anteile übernahm. Von 1983 bis 1988 wurde das Unternehmen wieder privatisiert und der chilenische Pensionsfonds übernahm einen Teil der Anteile. 1995 wurde SQM an der New Yorker Börse gelistet und begann mit der Produktion von Kaliumchlorid aus dem Salar de Atacama. 1997 begann die Produktion von Lithiumcarbonat aus dem Salar del Carmen. In den folgenden Jahren wurde das Geschäft durch Akquisitionen und Joint Ventures internationalisiert: Kauf von Kemira Emirates Fertiliser Company (2005), Übernahme des Iodgeschäfts von DSM (2006), Joint Ventures mit Coromandel in Indien (2009), Qingdao Star in China (2009), Roullier in Frankreich (2009), Lithium-Americas Corp. in Canada (2016) und Kidman Resources in Australien (2017).
2015 war mit 32 % der größte Anteilshalter die Julio Ponce Lerous Pampa Group.

## Märkte
SQM produziert Düngemittel und verschiedene Chemikalien, wie Iod-, Lithium- und Kalium-Verbindungen, die hauptsächlich aus Caliche und  Sole-Salzlagerstätten im Norden von Chile, wie dem Salar de Atacama, gewonnen werden. Die Produkte werden in 110 Länder geliefert, wobei 89 % des Umsatzes außerhalb Chiles erzielt wird. Zusammen mit der französischen Roullier-Gruppe wird ein Gemeinschaftsunternehmen betrieben, das u. a. die Plantacote-Langzeitdünger vermarktet.

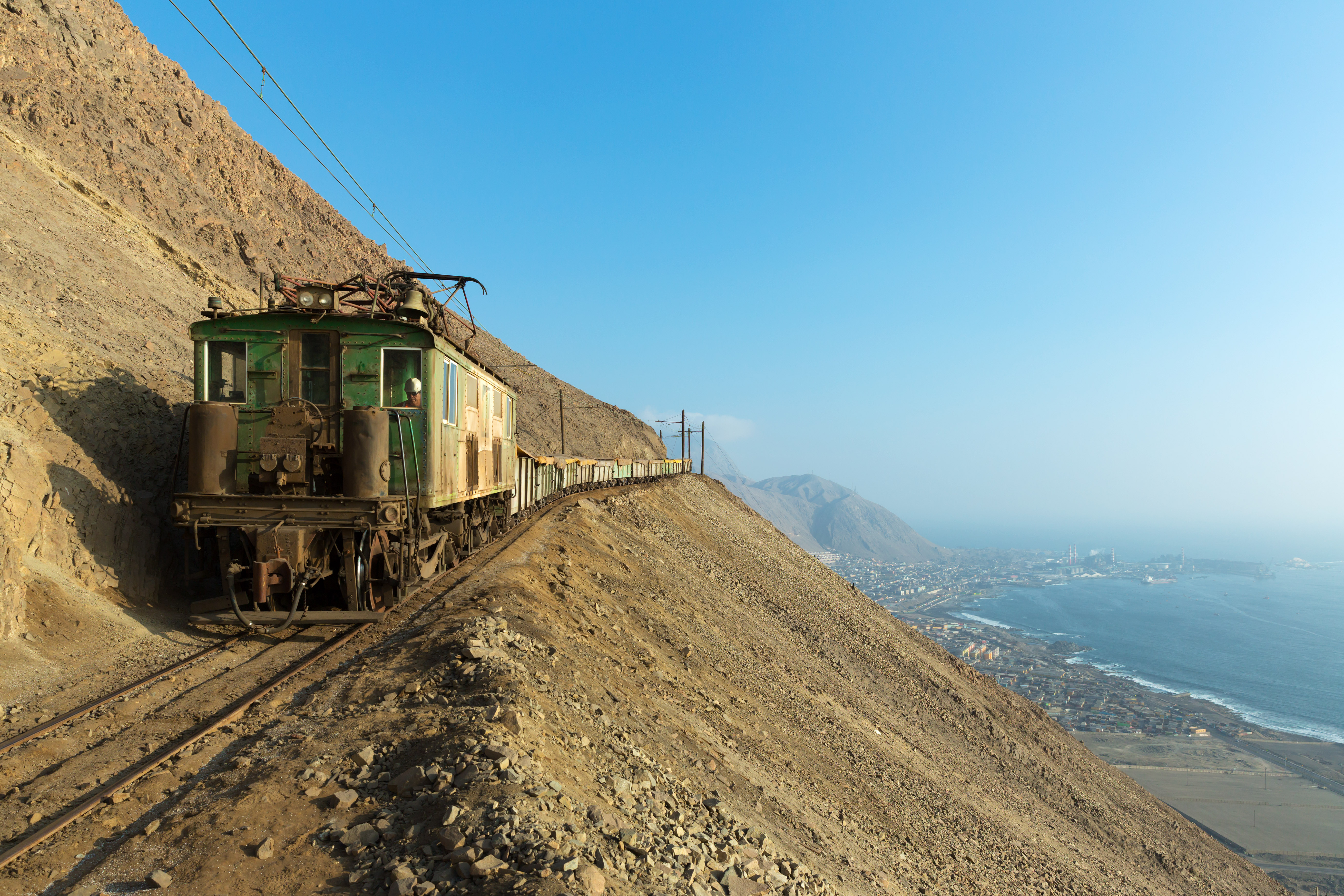
Nitratbahn SQM

Das Unternehmen betrieb bis 2015 außerdem die teilweise elektrifizierte Bahnstrecke María Elena–Tocopilla, die letzte verbliebene Nitratbahn Chiles.